# Nephelaphyllum pulchrum
Nephelaphyllum pulchrum är en orkidéart som beskrevs av Carl Ludwig von Blume. Nephelaphyllum pulchrum ingår i släktet Nephelaphyllum och familjen orkidéer.

## Underarter
Arten delas in i följande underarter:
- N. p. pulchrum
- N. p. sikkimensis

## Bildgalleri

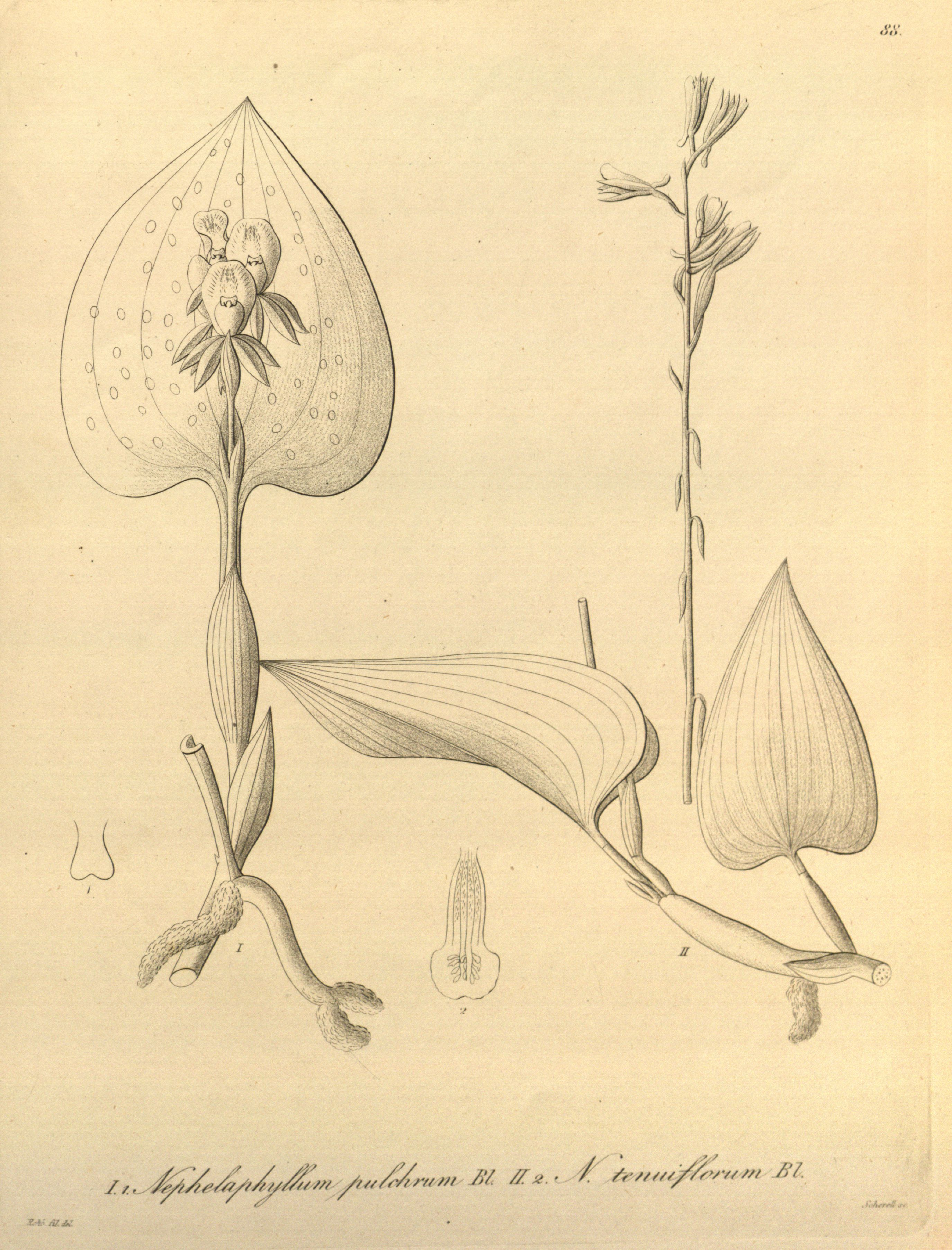
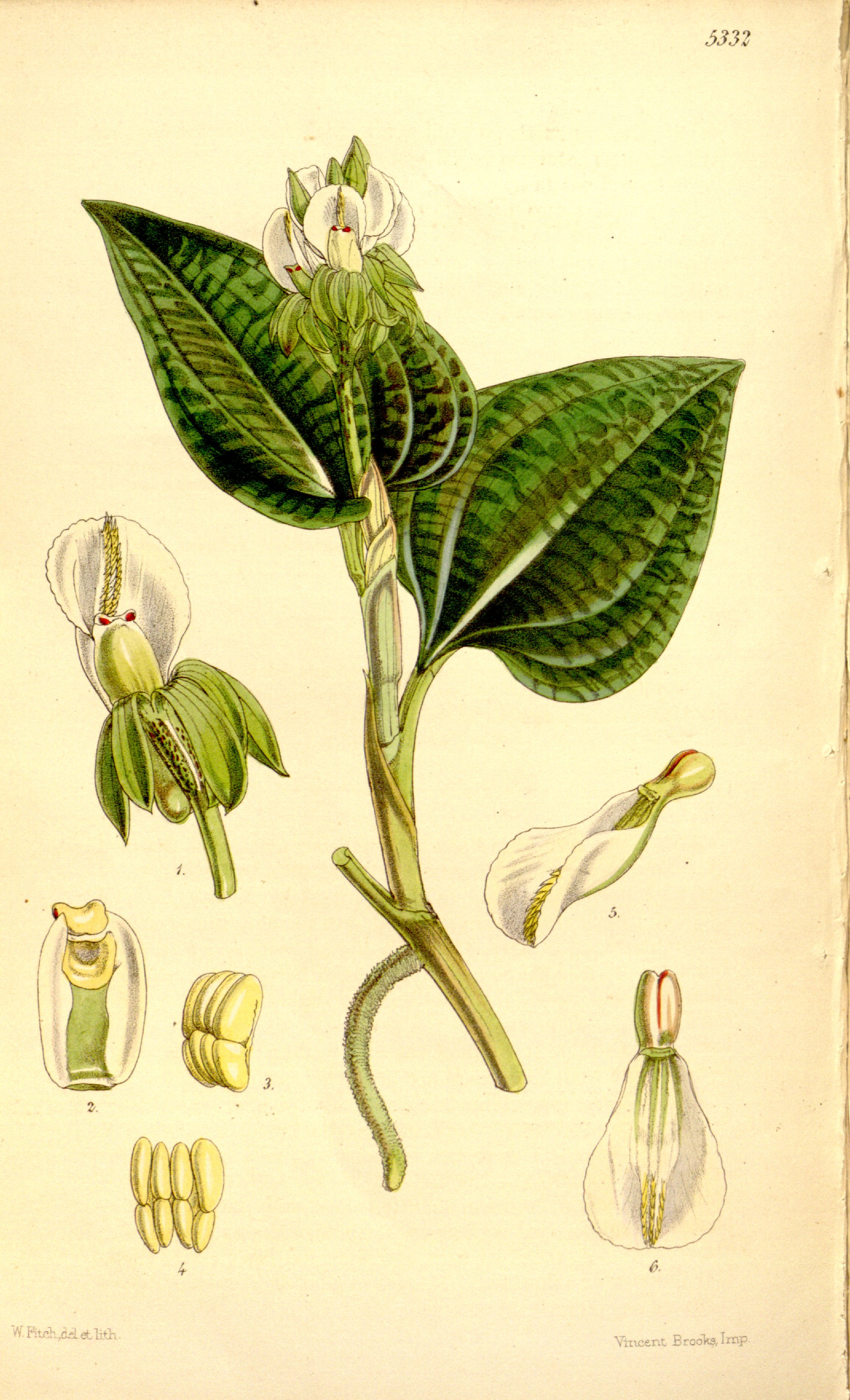